# Gymnelopsis ochotensis
Gymnelopsis ochotensis är en fiskart som först beskrevs av Popov, 1931.  Gymnelopsis ochotensis ingår i släktet Gymnelopsis och familjen tånglakefiskar. Inga underarter finns listade i Catalogue of Life.